# David Manoyan
David Manoyan (Ereván, Armenia, 5 de julio de 1990) es un futbolista internacional armenio que juega de centrocampista en el F. C. Cilicia.

## Selección nacional
| Selección            | Año       | PJ | Goles |
| -------------------- | --------- | -- | ----- |
| Selección de Armenia | 2009-     | 26 | 0     |
| Selección sub-21     | 2011-2013 | 9  | 1     |

## Clubes
| Club                     | País                | Año       |
| ------------------------ | ------------------- | --------- |
| Pyunik Ereván            | Armenia             | 2009-2016 |
| Karmiotissa Polemidion   | Chipre              | 2016-2017 |
| Nea Salamis Famagusta FC | Chipre              | 2017-2018 |
| Alashkert F. C.          | Armenia             | 2018      |
| Sandecja Nowy Sącz       | Polonia             | 2018-2019 |
| F. K. Rabotnički         | Macedonia del Norte | 2019      |
| F. C. Noah               | Armenia             | 2019      |
| F. C. Shirak Gyumri      | Armenia             | 2020      |
| F. C. Ararat Ereván      | Armenia             | 2020-2023 |
| F. C. Van                | Armenia             | 2023-2024 |
| F. C. Cilicia            | Armenia             | 2024-     |

## Palmarés

### Títulos nacionales
| Título          | Club                | País    | Año  |
| --------------- | ------------------- | ------- | ---- |
| Copa de Armenia | F. C. Ararat Ereván | Armenia | 2021 |